# Gornji Hrastovac
Gornji Hrastovac is een plaats in de gemeente Majur in de Kroatische provincie Sisak-Moslavina. De plaats telt 313 inwoners (2001).